# Richmond (Missouri)
Richmond é uma cidade localizada no estado americano de Missouri, no Condado de Ray.

## Demografia
Segundo o censo americano de 2000, a sua população era de 6116 habitantes.
Em 2006, foi estimada uma população de 6052, um decréscimo de 64 (-1.0%).

## Geografia
De acordo com o United States Census Bureau tem uma área de
15,0 km², dos quais 14,9 km² cobertos por terra e 0,1 km² cobertos por água. Richmond localiza-se a aproximadamente 251 m acima do nível do mar.

## Localidades na vizinhança
O diagrama seguinte representa as localidades num raio de 16 km ao redor de Richmond.